# Vladimír Nekuda
Vladimír Nekuda (Vícenice, 1927. május 23. – Brno, 2006. május 10.) cseh régész, elsősorban szlávokkal és középkori településkutatással foglalkozott.

## Élete
1947-1952 között klasszika archeológiát és latint tanult a brünni Masaryk Egyetemen. 1959-től 1989-ig a Morvaországi Területi Múzeum történeti és régészeti részlegének vezetője volt. 1964-ben kandidátusi, 1991-ben doktori, 1993-ban docensi és 2002-ben professzori címet szerzett.
Vezetése alatt tárták fel Mstěnice u Hrotovic és Pfaffenschlag elpusztult településeket. Berlin-Spandau lelőhelyen is ásatott, ahol a szlávok jelenlétét kutatta. Az Archaeologia Historica szerkesztője (1976-tól) és a brünni muzeális és honismereti egyesület elnöke (1971-től haláláig) volt. 1985-1990 között a Morva múzeum periodikumának is szerkesztője volt.

## Főbb művei
- 1961 Zaniklé osady na Moravě v období feudalismu
- 1968 Středověká keramika v Čechách a na Moravě (tsz. K. Reichertová)
- 1975 Pfaffenschlag. Zaniklá středověká ves u Slavonic
- 1981 Hrádky a tvrze na Moravě (tsz. Josef Unger)
- 1985 Mstěnice 1. Zaniklá středověká ves u Hrotovic. Hrádek, tvrz, dvůr, předsunutá opevnění
- 1993 Die Keramik vom Burgwall in Berlin-Spandau (tsz. Adriaan von Müller és Klara von Müller-Muči)
- 1995 Zlínsko. Brno ISBN 80-85048-57-4
- 1997 Mstěnice 2. Zaniklá středověká ves u Hrotovic. Dům a dvůr ve středověké vesnici (tsz. Rostislav Nekuda)
- 2001 Mstěnice 3. Zaniklá středověká ves u Hrotovic. Časně středověké sídliště